# Arrandale
Arrandale è il successore del processore Intel Core 2 Duo basato sul core Penryn e dedicato al settore mobile. È basato sulla seconda generazione dell'architettura Nehalem, successiva all'Intel Core Microarchitecture, originariamente introdotta nel settore mobile dal core Merom nel corso del 2006 (e commercializzato come Core 2 Duo).
Il cambio di architettura porta con sé anche un nuovo nome commerciale per i prodotti basati su di essa, in modo da evidenziare in maniera più efficace il rinnovamento della gamma. Mentre i primi prodotti basati sulla nuova architettura, e conosciuti con il nome in codice Bloomfield, arrivati sul mercato a fine 2008 sono commercializzati con il nome di Core i7, è previsto che per queste soluzioni di fascia media il nome commerciale è Core i5.

## Cambio di strategia in corso d'opera
Inizialmente era previsto che il successore del Core 2 Duo Penryn fosse Auburndale, basato sulla prima generazione dell'architettura Nehalem e realizzato a 45 nm al pari dei primi processori basati sulla nuova architettura, i già citati Core i7 Bloomfield. L'arrivo sul mercato era stato in un primo tempo pianificato per il secondo trimestre 2009 ma successivamente, nel corso del mese di settembre 2008, si è saputo che Intel aveva deciso di posticipare tale lancio addirittura a gennaio 2010.
A febbraio 2009 è avvenuto l'ennesimo colpo di scena: Intel ha comunicato di aver deciso di "saltare" il core Auburndale in favore del suo diretto successore, Arrandale appunto, che si differenzia soprattutto per essere basato sulla seconda generazione dell'architettura Nehalem e che viene indicata da Intel con il nome in codice di Westmere. La novità più importante introdotta con l'evoluzione Westmere, e quindi con il core Arrandale, è il nuovo processo produttivo a 32 nm oltre ad altre migliorie generali relative all'architettura.

## Caratteristiche tecniche

### Processo produttivo
Al pari di Penryn, e del progetto che è andato a sostituire, Auburndale, anche Arrandale sarà ancora una CPU dual core costruita però mediante il nuovo processo produttivo a 32 nm e realizzata secondo un approccio costruttivo "ibrido" (il motivo di tale definizione verrà chiarito nel paragrafo successivo); in particolare il die del processore x86 verrà realizzato mediante un approccio a Die Monolitico, al pari di quanto avviene nel suo predecessore.
A differenza di quanto avvenuto in passato in tutte le ultime generazioni di architetture Intel, in cui la cache era divisa in 2 livelli, in Arrandale ne saranno presenti 3. Ogni core avrà una propria cache L1 da 64 KB (divisa a sua volta in 2 blocchi da 32 KB, per le istruzioni e per i dati, al pari di quanto avviene per la precedente architettura Core), e una propria cache L2 da 256 KB (a differenza della cache L2 da 4 o 6 MB condivisa tra tutti i core dell'architettura precedente); a queste si aggiungerà un'ulteriore cache L3 da 4 MB (ma potrebbe anche essere da 6 MB, sebbene poco probabile) che sarà condivisa da entrambi i core e che sarà, tra l'altro, di tipo inclusivo.

#### Una svolta per le CPU: sottosistema grafico integrato
Arrandale si differenzierà in maniera sostanziale dagli altri esponenti dell'architettura Nehalem, e dal predecessore Penryn, per l'integrazione al suo interno di un sottosistema grafico, che quindi nei futuri sistemi verrà spostato dal northbridge del chipset direttamente all'interno del processore.
L'integrazione di un core dedicato all'elaborazione grafica, segna una svolta importante nel progetto di tutte le future CPU, sia per quanto riguarda le prestazioni direttamente collegate all'elaborazione grafica, che subiranno un aumento grazie alla ridottissima latenza di comunicazione tra i core del processore e il compartimento grafico, sia perché si prevede che in futuro le nuove applicazioni potranno avvantaggiarsi molto della presenza di un core espressamente ottimizzato per i calcoli in virgola mobile. È necessario ricordare infatti che alcuni tipi di elaborazione, come ad esempio la codifica video (ma non solo), possono essere eseguiti in maniera molto efficiente da un'architettura tipica di una GPU, come quella che verrà integrata in Arrandale, e quindi se il futuro software (al momento esistono già applicazioni che sfruttano le capacità delle GPU, ma sono molto poche, e sfruttano soprattutto le schede video discrete) verrà adeguatamente ottimizzato per questo tipo di CPU (si tratta della cosiddetta modalità GPGPU), è auspicabile che il processore possa essere affiancato nella propria elaborazione dal compartimento grafico che si occuperebbe proprio di trattare questa particolare categoria di dati, con prestazioni finali decisamente superiori.
In Arrandale il comparto grafico (che dovrebbe avere una frequenza di 500 MHz) verrà integrato in un die separato da quello del processore vero e proprio e quindi i due die (la core del processore e il comparto grafico) verranno montati sullo stesso package solo in un secondo momento. Esso dovrebbe essere collegato al resto della CPU mediante il nuovo bus Intel QuickPath Interconnect che però verrà utilizzato solo per questo scopo e non per il transito di dati dal processore al resto del sistema come invece avverrà nelle soluzioni top di gamma quad core Bloomfield.
Inoltre, sebbene il core del processore verrà realizzato, come detto, a 32 nm, il comparto grafico di Arrandale rimarrà a 45 nm. Dovrebbe a questo punto essere diventato chiaro come mai l'approccio costruttivo di Arrandale viene definito "ibrido", esso è costituito dal core x86 realizzato a Die Monolitico unito al comparto grafico mediante un approccio a Die Doppio.
La presenza del comparto grafico integrato non pregiudicherà comunque la possibilità da parte di un sistema basato su Arrandale di poter utilizzare una tradizionale scheda video discreta, grazie al supporto ad uno slot PCI Express x16 oppure 2 slot PCI Express x8 (sebbene la presenza di 2 schede video in un sistema mobile sia cosa alquanto rara).

#### Altre caratteristiche
Al posto del tradizionale BUS Quad Pumped introdotto da Intel con il primo Pentium 4 Willamette e mantenuto fino agli ultimi esponenti dell'architettura "Core", non verrà, come detto sopra, utilizzato il nuovo Intel QuickPath Interconnect, che sarebbe in pratica analogo all'HyperTransport di AMD, ma verrà integrato un controller PCI Express 2.0 16x e un collegamento Direct Media Interface diretto con il southbridge responsabile della gestione delle periferiche di I/O collegate al sistema, al pari a quanto avverrà anche nel "fratello maggiore" di Arrandale, il quad core Clarksfield.
Sebbene non sarà presente il nuovo BUS seriale, una piccola ispirazione da parte di Intel nei confronti di quanto fatto da AMD nel corso degli ultimi anni, verrà mantenuta con l'integrazione del controller della memoria RAM di tipo Dual Channel che supporterà memorie DDR3 fino allo standard DDR3-1333; la particolarità rispetto alle altre CPU basate sull'architettura Nehalem è data dal fatto che in Arrandale tale controller non sarà integrato nel die della CPU ma in quello del comparto grafico.
A questo punto è utile osservare che avendo integrato il controller della memoria e la gestione del BUS PCI Express 2.0, le future motherboard non dovranno più impiegare un chipset composto, come da tradizione, da northbridge e southbridge, ma solo da quest'ultimo, dato che le funzioni del primo saranno completamente integrate nella CPU.
Il consumo dovrebbe essere decisamente ridotto: per Auburndale Intel aveva inizialmente dichiarato che sarebbe stato di circa 35/45 W, ma è probabile che per il nuovo progetto esso sia ancora più basso, probabilmente limitato proprio a 35 W di picco.
Per quanto riguarda il socket, esso dovrebbe essere il nuovo LGA 1160 (utilizzato anche da Clarksfield), ma non è escluso che possa essere in realtà una sua riprogettazione conosciuta come LGA 1156. Inizialmente in realtà erano state annunciate anche versioni prive del controller di memoria integrato e installabili nel Socket H (715 pin), ma nelle ultime notizie di fine 2007 queste versioni "ridotte" non sono più state menzionate; non è da escludere che Intel abbia deciso di integrare il controller di memoria in tutte le varianti di Arrandale, così da non dover differenziarne la produzione e contenere i costi realizzativi.

#### Sfruttamento della cache di ultimo livello
Nei processori dual core e multi core si pone il problema di come sfruttare la grande dotazione di cache di ultimo livello e come gestirne l'accesso da parte dei vari core. L'approccio a die monolitico cui si è accennato poco sopra è solo uno degli approcci possibili nella realizzazione, e ognuno di questi comporta pro e contro relativamente ai metodi di fruizione di questa preziosa memoria aggiuntiva. Buona parte di questi aspetti è evidenziata nella voce Architettura dual core#Architettura della cache condivisa, in cui si fa riferimento anche ad altri processori che sfruttano i differenti approcci.

#### Importanti considerazioni sul consumo dichiarato
È importante sottolineare che per fare un confronto tra i consumi di queste nuove soluzioni con quelle che le stanno precedendo sul mercato, è necessario considerare che nella stima del consumo del nuovo core viene incluso anche quello legato alle funzioni che un tempo erano demandate al northbridge del chipset. Di conseguenza, il consumo sopracitato, superiore a quello dichiarato per il predecessore di Arrandale, è in realtà più basso se confrontato con la somma tra il consumo di Penryn e quello del northbridge del chipset.

### Tecnologie implementate
Oltre alle ormai scontate istruzioni MMX, SSE, SSE2, SSE3, EM64T e XD-bit, verrà implementato anche l'intero set di istruzioni SSE4. A fine 2007 con i primi processori a 45 nm (basati però su architettura "Core") Intel ha già iniziato l'introduzione di queste nuove istruzioni ma si è limitata a 47 istruzioni sulle 54 previste dal set SSE4 completo, e per questo motivo il produttore indica questa prima implementazione, limitata, come SSE4.1 (dove.1 indica la prima versione); in tutti i processori basati sull'architettura Nehalem invece, verrà integrato l'intero set delle istruzioni, indicato come SSE4.2.
Non mancheranno ovviamente la tecnologia di virtualizzazione Vanderpool e quella di risparmio energetico SpeedStep, che nelle nuove CPU vanterà decisi miglioramenti; grazie alla nuova tecnologia Power Gate infatti, Clarkdale sarà in grado di rallentare e accelerare la frequenza di ogni core individualmente a seconda della specifica occupazione e arrivare addirittura allo "spegnimento" di quelle aree della CPU che risulteranno inutilizzate, forse addirittura gli interi core, riducendone il voltaggio a zero, e non limitandosi a diminuirne le richieste energetiche. A questa tecnologia se ne unisce anche un'altra esattamente duale, chiamata Intel Turbo Mode che è in sostanza il nuovo nome della Intel Dynamic Acceleration già vista nei Core 2 Duo Merom e Penryn alla base delle piattaforme Centrino Duo Santa Rosa e Centrino 2 Montevina. La tecnologia Turbo Mode inoltre, non si limiterà ad agire solo sui core della CPU ma anche sul comparto grafico integrato che potrà essere portato dagli originali 500 MHz, fino a 766 MHz grazie appunto all'accelerazione dinamica.
La nuova architettura Nehalem porterà tale tecnologia in tutti i settori di mercato e grazie ad essa sarà possibile aumentare il clock dei soli core utilizzati in modo da velocizzare l'elaborazione di quelle particolari applicazioni che non sono in grado di sfruttare adeguatamente un processore multi core. Avendo meno core attivi, consente infatti di aumentare il clock (e quindi il consumo) dei core rimanenti senza eccedere le specifiche della CPU stessa.
Anche la gestione del calore dissipato vedrà importanti miglioramenti: a differenza di quanto avviene nei processori precedenti, che al raggiungimento di una certa temperatura abbassano istantaneamente il proprio clock al valore più basso possibile, in Arrandale il clock verrà abbassato progressivamente fino al raggiungimento della temperatura adeguata.
È da evidenziare l'implementazione della nuova tecnologia Simultaneous Multi-Threading, evoluzione della vecchia Hyper-Threading (ma basata su principi completamente diversi), ormai abbandonata da parte del produttore statunitense, e in grado di raddoppiare il numero di thread elaborabili dalla CPU. Dato che Arrandale avrà 2 core, sarà in grado di gestire 4 thread contemporaneamente.
Derivando dalla seconda generazione dell'architettura Nehalem, conosciuta come Westmere, Arrandale integrerà anche le 7 nuove istruzioni AES-NI grazie alle quali dovrebbero venire triplicate le prestazioni di elaborazioni relative a criptaggio e decriptaggio AES.

## Controparte desktop
Arrandale condividerà il proprio progetto con il core Clarkdale (che ha a sua volta sostituito il core Havendale come prima CPU con comparto grafico integrato) destinato all'impiego in ambito desktop, come successore del Core 2 Duo Wolfdale. Le caratteristiche tecniche saranno identiche, eccettuato i consumi che in Clarkdale dovrebbero essere inferiori ai 95 W (che erano i valori di riferimento di Havendale); in realtà in una dimostrazione effettuata da Intel nel corso del primo trimestre 2009 un intero sistema basato su Clarkdale è stato in grado di rimanere all'interno dei 65 W.

## Il successore
Come detto sopra, inizialmente era previsto che il primo processore mobile con comparto grafico integrato fosse Auburndale e realizzato a 45 nm e quindi Arrandale avrebbe dovuto essere il suo successore; nel momento in cui Intel ha dichiarato l'intenzione di "saltare" Auburndale per passare direttamente ad Arrandale, ogni possibile speculazione sul futuro è diventata molto incerta.
Al momento non sono previste più di 2 generazioni per i processori basati sull'architettura Nehalem, una a 45 nm e una a 32 nm, e dato che Arrandale apparterrà già alla seconda è altamente probabile che il suo successore possa essere basato direttamente sull'architettura di decima generazione, successiva a Nehalem e nota con il nome in codice di Sandy Bridge. Anche Sandy Bridge infatti prevederà specifiche versioni di processori dotate di comparto grafico integrato, ma esso dovrebbe diventare integrato nello stesso die del processore, e quindi tale CPU verrà realizzata mediante il solo approccio a Die Monolitico.
Data la finestra temporale prevista per questa soluzione non è da escludere che possa trattarsi non più di un processore dual core, ma di un quad core.